# Aziatische weg

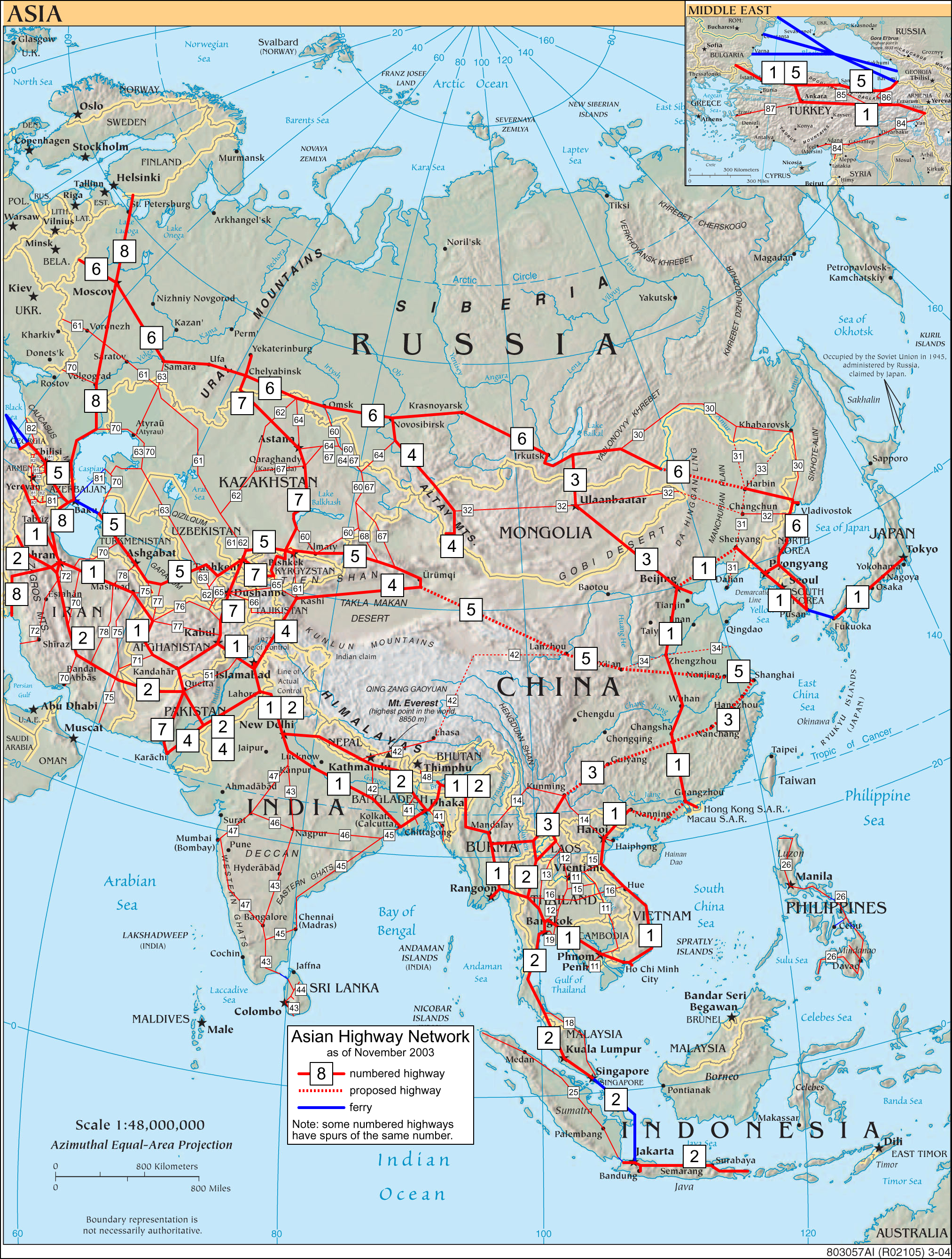
Kaart van de Aziatische wegen

De Aziatische wegen zijn onderdeel van het zogenaamde Asian Highway Project. Dit is een project van 32 landen in Azië en de ESCAP, een onderdeel van de Verenigde Naties, om het Aziatische snelwegennet uit te breiden. Het is een van de drie zuilen van het Asian Land Transport Infrastructure Development-project (ALTID). De geplande totale lengte van het netwerk is 140.479 kilometer. De wegen worden aangegeven door middel van de letters AH (Asian Highway) gevolgd door een één, twee of drie cijfers.
De Aziatische wegen zijn in principe het Aziatische equivalent van de E-wegen in Europa en de Interstate highways in de Verenigde Staten.

## Geschiedenis
Het project werd gestart in het jaar 1959 door de Economische Commissie van Azië en het Verre Oosten (ECAFE), momenteel de Economische Commissie voor Azië en de Grote Oceaan (ESCAP), met als doel de ontwikkeling van het internationale wegennet in Azië. In de eerste fase van het project verliep de ontwikkeling langzaam ten gevolge van financiën en de toenmalige politieke situatie. Het netwerk was maar enkel voorzien in het zuidelijk deel van het continent met 5 hoofdwegen en 36 nevenwegen. In 1981 is er een weg toegevoegd in de Filipijnen. Na de Koude Oorlog kwam een economische opbloei en was er noodzaak voor een nieuwe impuls van dit netwerk. Het netwerk is in 1993 herschikt met 4 hoofdwegen en 25 nevenwegen en uitgebreid tot China en Mongolië. In 1995 zijn de Centraal-Aziatische republieken bijgekomen. In 2001 volgde opnieuw een herschikking met 7 hoofdwegen en 44 nevenwegen en is het netwerk uitgebreid tot Rusland, Korea en Japan.
Op 18 november 2003 werd het Intergovernmental Agreement on the Asian Highway Network (Verdrag voor het Aziatische Snelwegnetwerk) aangenomen. Een onderdeel hiervan was de planning van het wegennet van 55 AH-wegen (8 hoofdwegen en 47 nevenwegen), samen zo'n 140.000 kilometer lang en lopend door 32 landen. Momenteel (2011) zijn 28 landen tot dit verdrag toegetreden en trad het in werking op 4 juli 2005. In 2006 en 2009 zijn kleine aanpassingen doorgevoerd aan het netwerk.
ASEAN (Association of Southeast Asian Nations) heeft een wegennetwerk opgemaakt in 2007. Het is een verfijning van de Aziatische wegen in deze regio door toevoeging van enkele lokale verbindingswegen. De nieuwe wegen zijn niet opgenomen in het verdrag maar men gebruikt wel de AH-nummering. Naast de toegevoegde AH17 zijn er nog 12 bijkomende wegen met een nummering van 3 cijfers, telkens beginnend met '1'.

## Lijst van Aziatische wegen

### Hoofdroutes
De wegen met één cijfer zijn de hoofdroutes, die over het gehele continent lopen.
- AH1 AH1 (20.557 km): Tokio (Japan) - grens met Bulgarije (Turkije), via Peking (China), Ho Chi Minhstad (Vietnam), New Delhi (India), Teheran (Iran)
- AH2 AH2 (13.177 km): Denpasar (Indonesië) - Khosravi (Iran), via Singapore, Bangkok (Thailand), Dhaka (Bangladesh), New Delhi (India)
- AH3 AH3 (7.331 km): Oelan-Oede (Rusland) - Tianjin (China) en Shanghai (China) - Chiang Rai (Thailand)
- AH4 AH4 (6.024 km): Novosibirsk (Rusland) - Yarantai (Mongolië) en Ürümqi (China) - Karachi (Pakistan). In 2009 : Novosibirsk - Karachi zonder onderbreking
- AH5 AH5 (10.380 km): Shanghai (China) - grens met Bulgarije (Turkije), via Tasjkent (Oezbekistan), Bakoe (Azerbeidzjan), Istanboel (Turkije)
- AH6 AH6 (10.475 km): Busan (Zuid-Korea) - grens met Wit-Rusland (Rusland), via Oelan-Oede (Rusland), Moskou (Rusland)
- AH7 AH7 (5.868 km): Jekaterinenburg (Rusland) - Karachi (Pakistan), via Kaboel (Afghanistan)
- AH8 AH8 (4.718 km): grens met Finland (Rusland) - Bandar Emam (Iran), via Moskou (Rusland), Teheran (Iran)

### Zuidoost-Azië
De wegen met de nummers 10 tot en met 29 en 100 tot en met 299 behoren tot Zuidoost-Azië.
- AH11 AH11 (1.588 km): Vientiane (Laos) - Preah Seihanouk (Cambodja)
- AH12 AH12 (1.195 km): Nateuy (Laos) - Hin Kong (Thailand)
- AH13 AH13 (730 km): Khwaeng Udomxai (Laos) - Nakhon Sawan (Thailand)
- AH14 AH14 (2.077 km): Hải Phòng (Vietnam) - Mandalay (Myanmar)
- AH15 AH15 (566 km): Vinh (Vietnam) - Udon Thani (Thailand)
- AH16 AH16 (1.032 km): Đông Hà (Vietnam) - Tak (Thailand)
- AH18 AH18 (1.042 km): Hat Yai (Thailand) - Johor Bahru (Maleisië)
- AH19 AH19 (459 km): Nakhon Ratchasima (Thailand) - Bangkok (Thailand)
- AH25 AH25 (2.549 km): Banda Atjeh (Indonesië) - Merak (Indonesië)
- AH26 AH26 (3.517 km): Laoag (Filipijnen) - Zamboanga City (Filipijnen)

### Oost- en Noordoost-Azië
De wegen met de nummers 30 tot en met 39 en 300 tot en met 399 behoren tot Oost- en Noordoost-Azië.
- AH30 AH30 (2.739 km): Oessoeriejsk (Rusland) - Tsjita (Rusland)
- AH31 AH31 (1.595 km): Belogorsk (Rusland) - Dalian (China)
- AH32 AH32 (3.748 km): Rasŏn (Noord-Korea) - Chovd (Mongolië)
- AH33 AH33 (575 km): Harbin (China) - Tongjiang (China)
- AH34 AH34 (1.033 km): Lianyungang (China) - Xi'an (China)

### Zuid-Azië
De wegen met de nummers 40 tot en met 59 en 400 tot en met 599 behoren tot Zuid-Azië.
- AH41 AH41 (948 km): grens van Myanmar met Bangladesh - Mongla (Bangladesh)
- AH42 AH42 (3.754 km): Lanzhou (China) - Barhi (India)
- AH43 AH43 (3.024 km): Agra (India) - Matara (Sri Lanka)
- AH44 AH44 (107 km): Dambulla (Sri Lanka) - Trinconmalee (Sri Lanka)
- AH45 AH45 (2.030 km): Calcutta (India) - Bangalore (India)
- AH46 AH46 (1.513 km): Kharagpur (India) - Dhule (India)
- AH47 AH47 (2.057 km): Gwalior (India) - Bangalore (India)
- AH48 AH48 (1 km): Phuntsholing (Bhutan) - grens tussen Bhutan en India. In 2006 tot Thimphu (Bhutan) en in 2009 tot Phulbari (India, aansluiting op AH2)
- AH51 AH51 (862 km): Pesjawar (Pakistan) - Quetta (Pakistan)

### Zuidwest-, Centraal- en Noord-Azië
De wegen met de nummers 60 tot en met 89 en 600 tot en met 899 behoren tot Zuidwest-, Centraal- en Noord-Azië.
- AH60 AH60 (2.151 km): Omsk (Rusland) - Būyrylbaytal (Буырылбайтал) (Kazachstan)
- AH61 AH61 (4.158 km): Kashgar (China) - grens tussen Rusland en Oekraïne
- AH62 AH62 (2.722 km): Petropavl (Kazachstan) - Mazar-e Sharif (Afghanistan)
- AH63 AH63 (2.434 km): Samara (Rusland) - Guzar (Oezbekistan), via Atıraw (Kazachstan)
- AH64 AH64 (1.666 km): Barnaoel (Rusland) - Petropavl (Kazachstan), via Nur-Sultan (Kazachstan)
- AH65 AH65 (1.250 km): Kashgar (China) - Termez (Oezbekistan)
- AH66 AH66 (995 km): grens van China met Tadzjikistan - Doesjanbe (Tadzjikistan)
- AH67 AH67 (2.288 km): Kuitun (China) - Zjezkashgan (Afghanistan)
- AH68 AH68 (278 km): Jinghe (China) - Üsharal (Үшарал) (Kazachstan)
- AH70 AH70 (4.832 km): grens tussen Rusland en Oekraïne - Bandar Abbas (Iran)
- AH71 AH71 (426 km): Dilaram (Afghanistan) - Dasjtak (Iran)
- AH72 AH72 (1.147 km): Teheran (Iran) - Bushehr (Iran)
- AH75 AH75 (1.871 km): Tejen (Turkmenistan) - Chabahar (Iran)
- AH76 AH76 (986 km): Polekhumri (Afghanistan) - Herat (Afghanistan)
- AH77 AH77 (1.147 km): Djbulsarcj (Afghanistan) - Mary (Turkmenistan)
- AH78 AH78 (1.076 km): Asjchabad (Turkmenistan) - Kerman (Iran)
- AH81 AH81 (1.143 km): Larsi (Georgië) - Aktau (Kazachstan)
- AH82 AH82 (1.261 km): grens tussen Rusland en Georgië - Iveoqlu (Iran)
- AH83 AH83 (172 km): Kazachstan (Azerbeidzjan) - Jerevan (Armenië)
- AH84 AH84 (1.188 km): Doğubeyazıt (Turkije) - Mersin (Turkije)
- AH85 AH85 (338 km): Refahiye (Turkije) - Merzifon (Turkije)
- AH86 AH86 (247 km): Askale (Turkije) - Trabzon (Turkije)
- AH87 AH87 (606 km): Ankara (Turkije) - İzmir (Turkije)